# Liste der Fließgewässer im Flusssystem Fränkische Saale

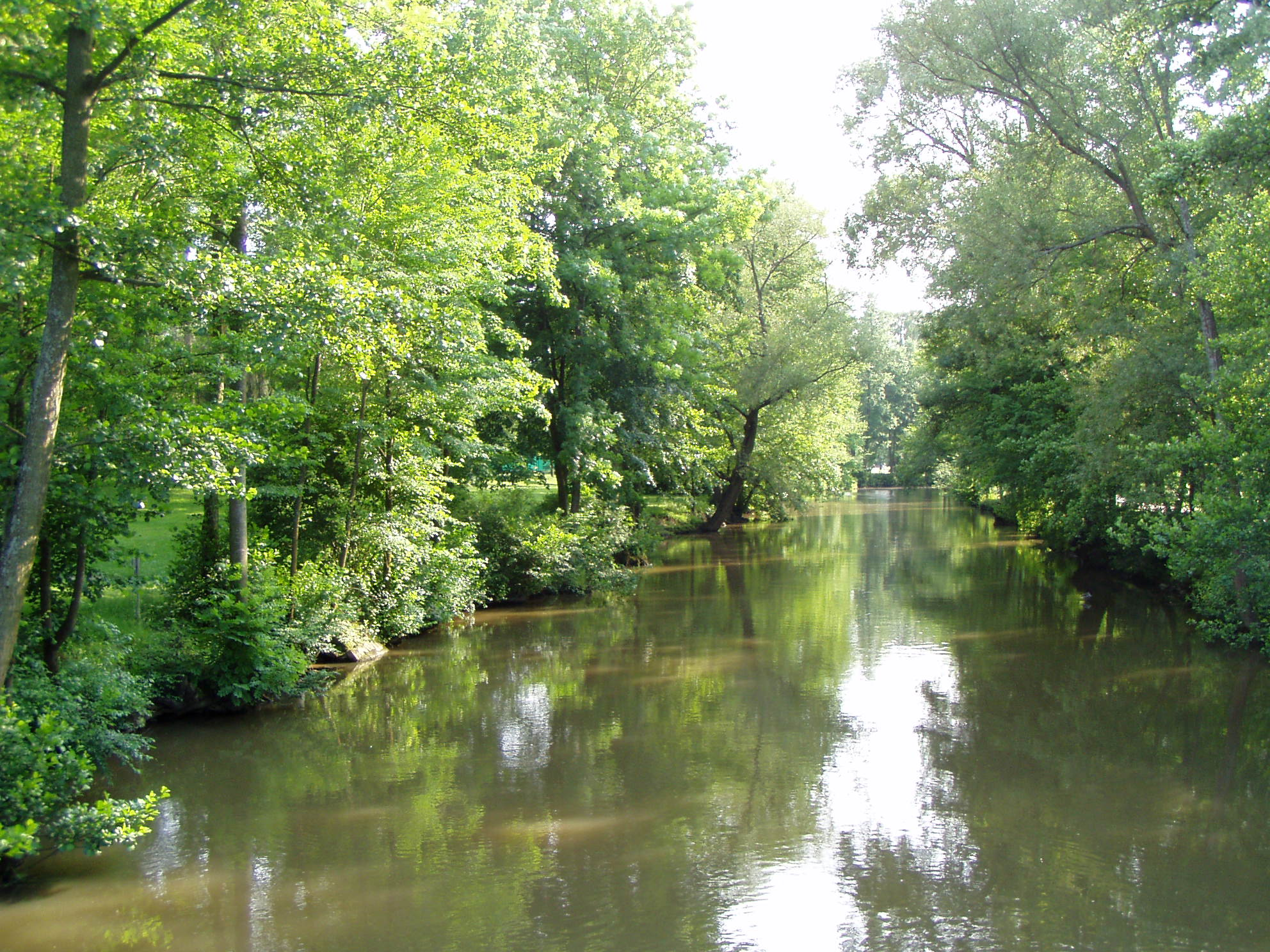
Fränkische Saale in Bad Kissingen

Die Liste der Fließgewässer im Flusssystem Fränkische Saale umfasst, im Gegensatz zur sortierbaren Tabelle Liste von Zuflüssen der Fränkischen Saale, neben den direkten Zuflüssen der Fränkischen Saale auch Nebenflüsse höherer Ordnung, soweit sie namentlich auf der Topographischen Karte 1:10000 Bayern Nord (DK 10) oder im Kartenservicesystem des Bayerischen Landesamts für Umwelt (LfU) aufgeführt werden. Namenlose Zuläufe und Abzweigungen werden nicht berücksichtigt. Wenn sich der Gewässername nach dem Zusammenfluss zweier Gewässerabschnitte ändert, werden die beiden Zuflüsse als Quellzuflüsse separat angeführt, ansonsten erscheint der Teilbereichsname in Klammern. Die Längenangaben werden auf eine Nachkommastelle gerundet. Die Fließgewässer werden jeweils flussabwärts aufgeführt. Die orografische Richtungsangabe bezieht sich auf das direkt übergeordnete Gewässer. Teilflusssysteme mit mehr als 20 Fließgewässern sind in eine eigene Liste ausgelagert (→ Flusssystem).

## Einzugsgebiet

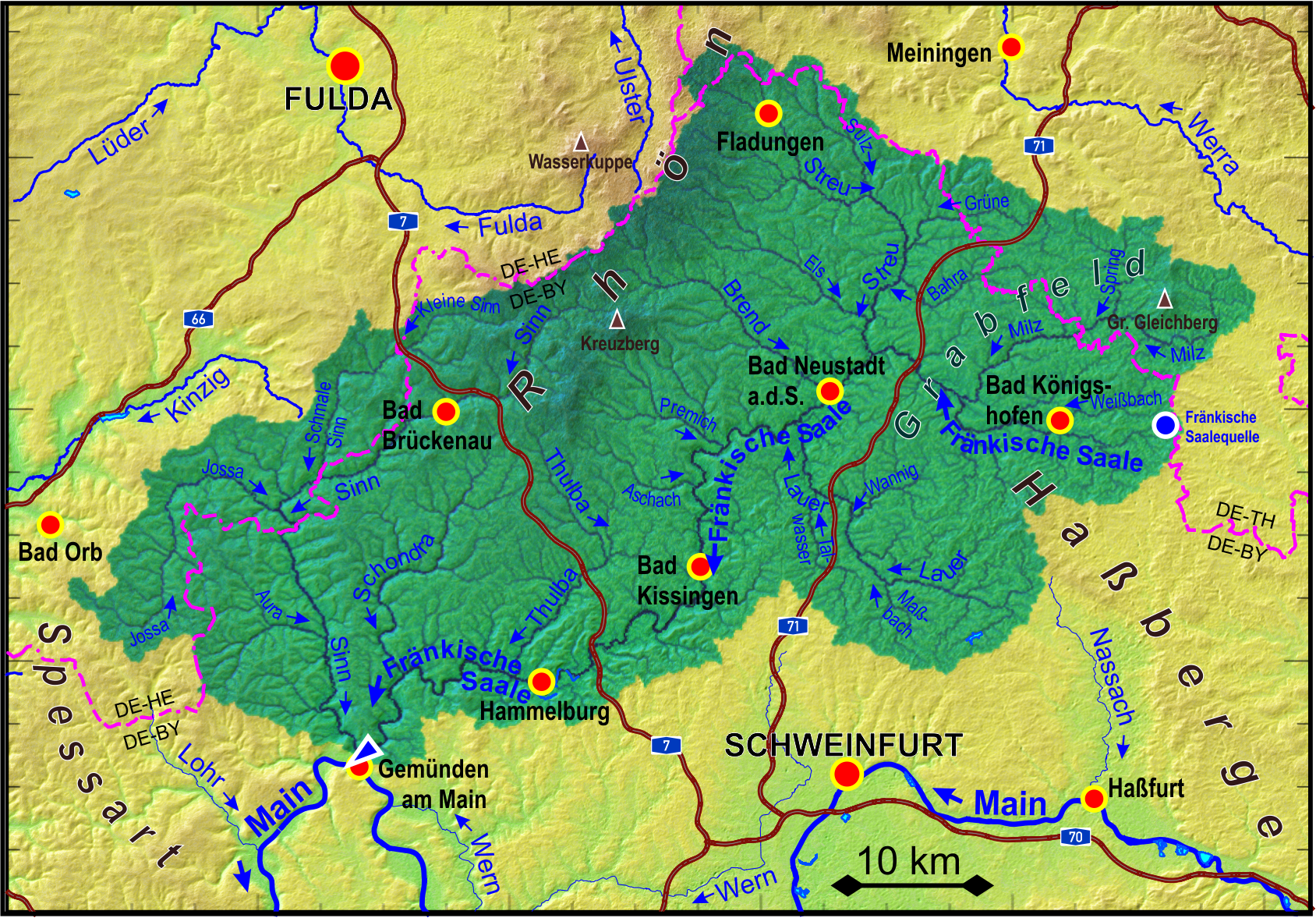
Einzugsgebiet der Fränkischen Saale

## Fränkische Saale
Die Fränkische Saale ist ein 135,0 km langer rechter Zufluss des Mains. 

## Zuflüsse
Direkte und indirekte Zuflüsse der Fränkischen Saale
- Fleußengraben (links)
- Saalgraben (links), 3,9 km[1]
  - Klausgrundgraben (Brenngraben[2]) (links)
    - Binsengraben (links)

  - Dagigbach (links), 0,4 km[1]
  - Heibruchgraben (rechts)
- Mühlbach (links)
  - Meßgraben (links)
- Gleitschengraben (links)
- Weißbach (rechts), 9,6 km
  - Augraben (rechter Quellbach[3])
  - Mühlsteiggraben (linker Quellbach[4])
  - Moorigsgraben (rechts)
- Breitwiesengraben (Seegraben) (links)
  - Kammgraben (links)
  - Knebelsbach (links)
  - Tiefengraben (rechts)
- Bachgraben (links)
- Tiefer Graben (links)
- Haubach (rechts) (mit Pfuhlgraben) 9,4 km
  - Pfuhlgraben (Ostwiesengraben[5]) (rechter Quellbach)[6]
  - Langgraben (linker Quellbach[7])
  - Tempelgaben (rechts)
  - Krautgraben (rechts)
  - Pfannenstielwiesengraben (rechts)
    - Forstwiesengraben (rechts)
- Barget (links), (über Raubach) 9,3 km
  - Raubach (rechts)
    - Merzelbach (links)
      - Rothseegraben (rechts)

  - Schmuckenbach (links)

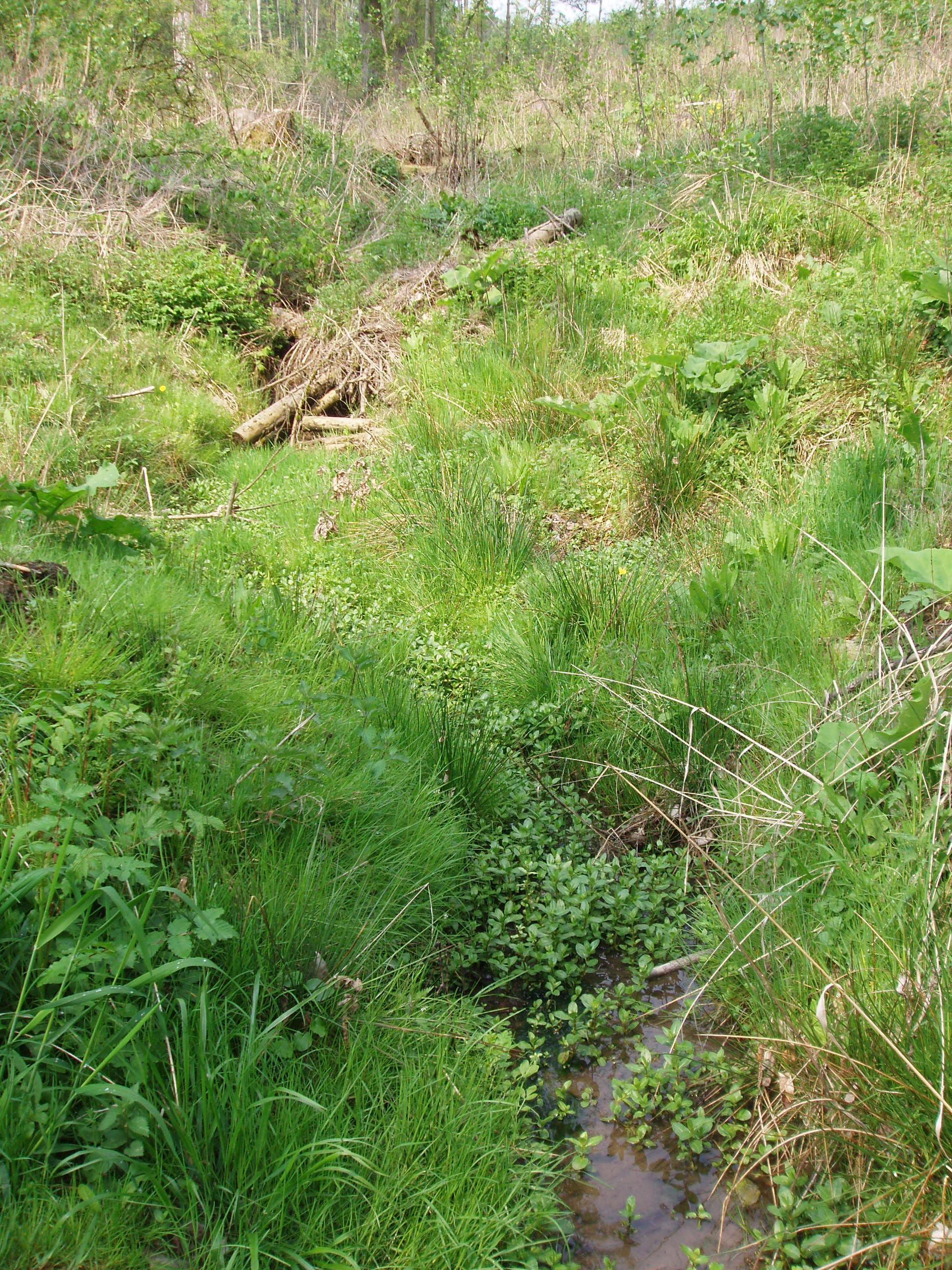
Die Milz

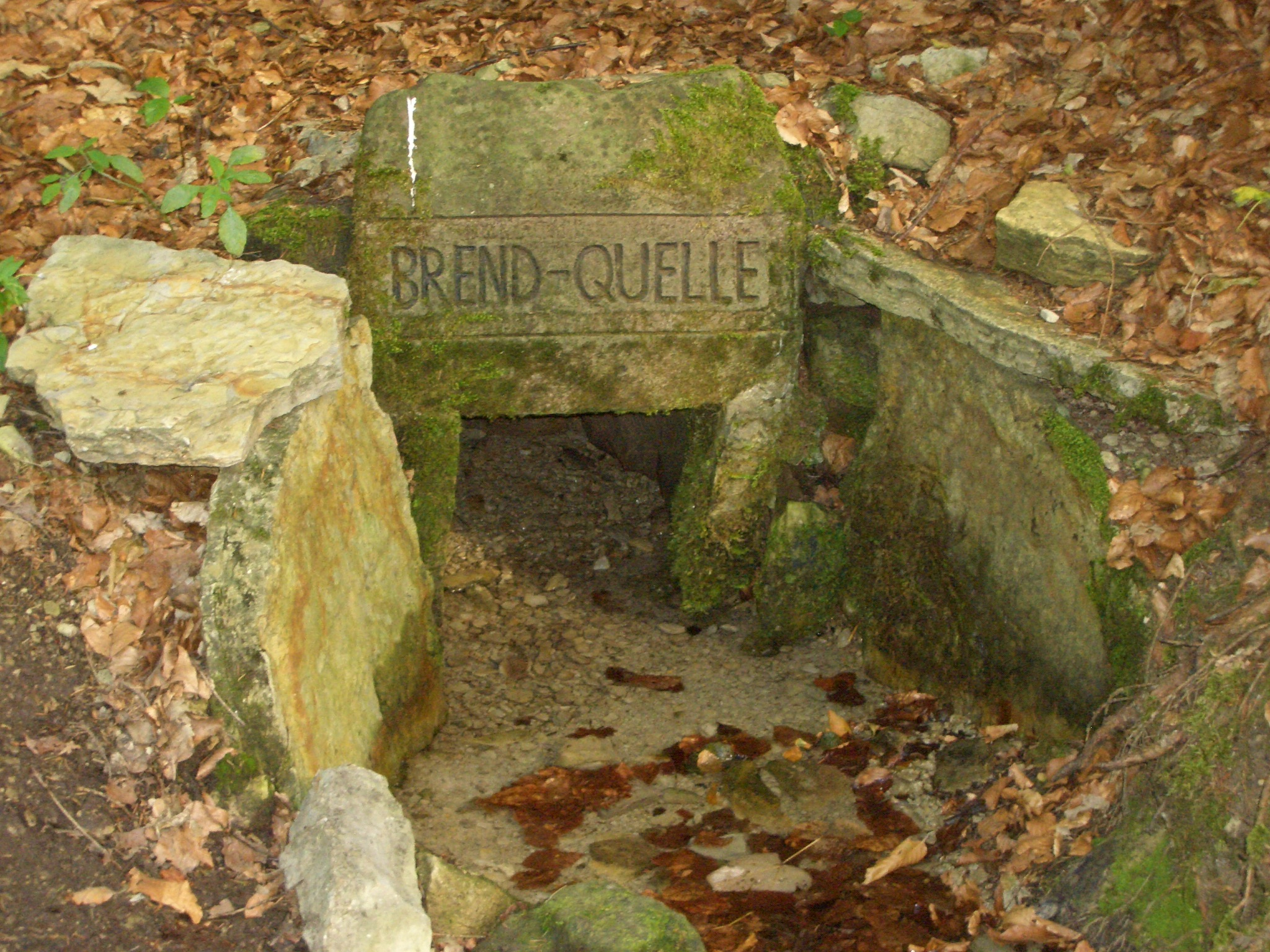
Die Brendquelle

Die Lauerquelle

- Albach (links), (mit Dorfbach) 5,9 km
  - Dorfbach (rechter Quellbach[8])
  - Sauerwiesenbach (linker Quellbach)
  - Tanninggraben (rechts)
  - Struthgraben (links)
- Milz (rechts), 33,0 km → Flusssystem
- Schanzgraben (links)
- Taubach (links)
  - Ebersbach (links)
- Dippbach (Diebsgraben, Goldbach, Weidinggraben)[9], 5,7 km
- Mitbergsgraben (links)
- Streu (rechts), 41,9 km → Flusssystem
- Dolzbach (rechts)
- Brend (rechts), 26,2 km → Flusssystem
- Löhriether Graben (links)
- Dorfsgraben (links)
- Kebigsgraben (links)
- Lauer (links), 30,3 km → Flusssystem
- Ebersbach (rechts)
- Warrbachgraben (rechts)
- Premich (rechts), 6,2 km (mit Kellersbach 15,9 km)
  - Große Steinach (linker Quellbach[10]), (mit Kellersbach 9,7 km)
    - Kellersbach (linker Quellbach[11])
    - Moosbach (rechter Quellbach[12])
    - Dürrewaldbach (links)

  - Kleine Steinach (rechter Quellbach[13]), (mit Gefällbach) 7,0 km
    - Mooswannbächlein (Seebach) (linker Quellbach[14])
    - Gefällbach (rechter Quellbach[15])

  - Zornbach (rechts)
  - Saugraben (rechts)
  - Schmalwasserbach (links), (mit Dreikarbach) 10,3 km
    - Dürrgraben (rechter Quellbach[16])
    - Dreikarbach (linker Quellbach[17])
    - Eisbach (links)
      - Hinterer Eisbach (rechts)

    - Mausbach (links)
- Dornlach (links)
- Aschach (rechts), 8,2 km
  - Wollbach (links)
  - Knöllbach (rechts)
  - Frauenrother Bach (links)
  - Stralsbach (rechts)
- Nüdlinger Bach (links), 4,7 km
  - Riedbach (links)
  - Mehlbach (Buschgraben[2]) (rechts), 7,4 km
    - Aschach (links)
- Kaskadentalbach (rechts)
- Marbach (Seehoferbach) (rechts)
- Lollbach (links), 6,7 km
  - Gösselsgraben (Aubach[18]) (links)
- Sulzbach (links), 3,2 km
  - Ramsthalerbach (rechts)
    - Berngraben (Borngraben) (rechts)
- Schrenkgraben (rechts)
- Grundbach (links)
- Deistelbach (rechts)
- Feuerthalerbach (rechts)
- Rechbach (rechts)
- Thulba (Oehrbach) (rechts), 27,2 km → Flusssystem
- Eschen Bach (links), 2,7 km
- Klingenbach (rechts), 3,2 km
  - Hofbach (rechts)
  - Schlierbach (rechts)
- Tiefer Graben (links)
- Roßgraben (links)
- Michelbach (rechts)
- Waizenbach (rechts), 6,5 km
  - Klingengrund (links)
  - Neuwiesgraben (rechts)
  - Eidenbach (rechts)
- Schondra (rechts), 31,3 km → Flusssystem

- Fischbach (rechts)
- Pfaffengraben (links)
- Kuhsinggraben (links)
- Heeggraben (rechts)
- Burggraben (links)
- Hofgraben (links)

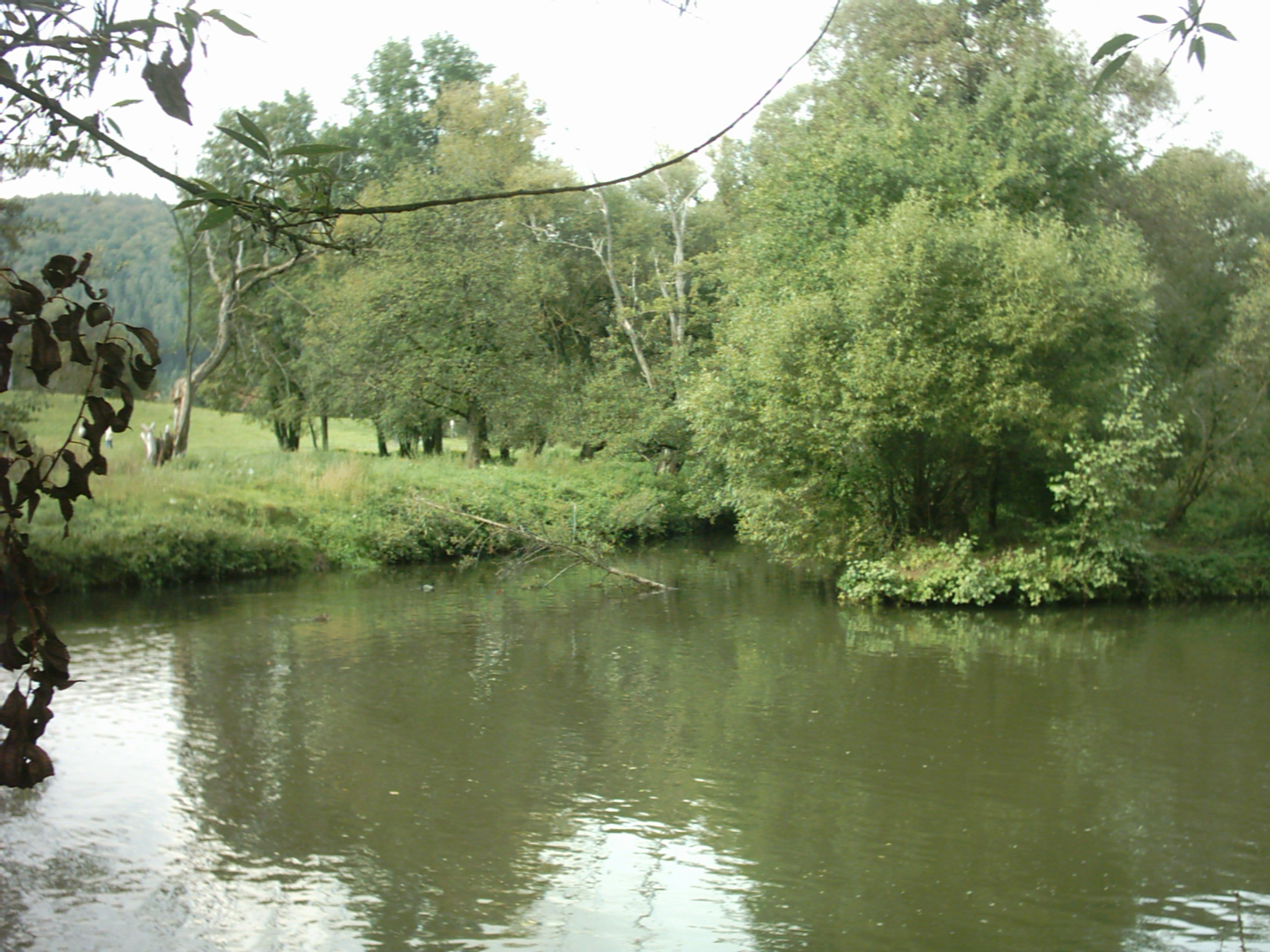
Die Sinn

- Sinn (rechts), 61,1 km → Flusssystem